# فريد مكاري
فريد نبيل مكاري (1947 - 17 أغسطس 2022)، هو مهندس وسياسي لبناني. شغل بين العامين 1995 و1996 منصب وزير الإعلام في الحكومة التي ترأسها رفيق الحريري.
من مواليد أنفة الكورة في شمال لبنان سنة 1947. ينتمي إلى طائفة الروم الأرثوذكس (بطريركية أنطاكية وسائر المشرق للروم الأرثوذكس)، وهو عضو كتلة المستقبل النيابية ونائب رئيس مجلس النيابي اللبناني منذ 2005.
درس مكاري الهندسة المدنية في جامعة تكساس في أوستن بالولايات المتحدة الأميركية ونال منها الإجازة في هذا المجال.
انضم مكاري إلى شركتي «أوجيه» السعودية و«أوجيه» العالمية اللتين أسسهما رئيس الوزراء رفيق الحريري. دخل مكاري المعترك السياسي للمرة الأولى عبر باب الانتخابات النيابية، فخاضها في العام 1992 وفاز بالمقعد النيابي الأرثوذكسي في الكورة. وأعيد انتخاب مكاري عن المقعد نفسه في انتخابات 1996 و2000 و2005.
وبين العامين 1995 و1996، شغل مكاري منصب وزير الإعلام في الحكومة التي ترأسها الرئيس الحريري. كما شارك في لجان نيابية مختلفة: لجنة الأشغال العامة والنقل والطاقة والمياه، لجنة الشؤون الخارجية والمغتربين، لجنة البيئة ولجنة شؤون المهجرين. عرف بمتابعته للمشاريع الإنمائية في محافظة الشمال، ولا سيما قضاءي الكورة والبترون. 
وبعد استشهاد رفيق الحريري، كان فريد مكاري أحد الوجوه البارزة في «ثورة الأرز»، وفاز في الانتخابات النيابية في العام 2005 من ضمن لائحة تحالف قوى 14 آذار. ومنذ العام 2005، انتخب مكاري نائباً لرئيس مجلس النواب، وكانت له، من موقعه هذا، مواقف بارزة ومهمة.